# ویلسونینیسم
ویلسونینیسم (انگلیسی: Wilsonianism) یا ویلسونین کلماتی هستند که به نوع خاصی از نقطه نظرات ایدئولوژیک در خصوص سیاست خارجی گفته می‌شوند. این لفظ از ایدئولوژی رئیس‌جمهور ایالات متحده آمریکا توماس وودرو ویلسون اصول چهارده‌گانه ویلسون مشهور او که معتقد بود در صورت اجرا به ایجاد صلح جهانی کمک می‌کند گرفته شده‌است.
اصول رایجی که غالباً با «ویلسونینیسم» مرتبطند عبارتند از:
- دفاع از پراکندن دموکراسی[۱]
- دفاع از پراکندن سرمایه‌داری[۲]
- مخالفت با انزواگرایی و عدم مداخله[۳]
- حمایت از امپریالیسم،[۴] به سود مداخله‌گرایی به منظور پیشبرد منافع ملی.[۵][۶]

## چهره‌ها
- مرتباً از رؤسای جمهور بیل کلینتون، جرج دبلیو بوش، و باراک اوباما به عنوان ادامه دهندگان سنت ترقی خواهانهٔ ویلسونینیسم در آمریکا نام برده می‌شود.[۷][۸] این اساساً به دلیل تلاش‌های مستمر آنان در خصوص ملت سازی و مداخله‌گرایی است.

### نمونه‌های مشهور
1. ملت سازی بیل کلینتون در بالکان حول و حوش زمان جنگ بوسنی.
2. ملت سازی جرج دبلیو بوش و مداخله‌گرایی در عراق و افغانستان حین جنگ با تروریسم.
3. ادامه سیاست خارجی بوش توسط باراک اوباما و مداخلهٔ خود او در جنگ داخلی لیبی.

- وزیر امور خارجه ایالات متحده آمریکا سابق هنری کیسینجر یک بار فرایند سیاست خارجی ایالات متحده آمریکا را نزاعی در جریان بین ویلسونین‌ها و جکسونایت‌ها خواند.

## انتقاد
منتقدین مفهوم «ایدئالیسم ویلسونین» می‌گویند ویلسون تنها خواستار تعیین سرنوشت قومی و دمکراسی در آن دسته از کشورهای اروپایی بود که تحت کنترل رقبای آمریکا بودند به ویژه امپراتوری آلمان که دومین اقتصاد و صنعت بزرگ جهان بود . در سایر جاها به چنان اصولی توجهی نمی‌شد. منتقدین مدرن نظیر پیلیومحافظه کاران معتقدند که این اصول بیش از اید ایدآلی هستند و می‌توانند منجر به مداخلات نظامی نالازم، ریسک کردن جان‌ها بر سر مفاهیم مجرد و نه تهدیدهای مستقیم شوند.